# Ametralladora Madsen
La ametralladora Madsen debe su nombre al coronel de artillería Vilhelm Herman Oluf Madsen (1844-1917). Ministro de Guerra de Dinamarca entre 1901 y 1905, fue el responsable de la adopción de esta arma por el ejército danés en 1902. Fue una de las primeras ametralladoras ligeras verdaderas producida en gran número y vendida a más de 34 países, siendo empleada en diversos conflictos alrededor del mundo durante más de 100 años. La Madsen fue producida por la firma Compagnie Madsen A/S (más tarde llamada Dansk Rekylriffel Syndikat A/S y después Dansk Industri Syndikat A/S).

## Historia
Producida por la firma Compagnie Madsen A/S (que 1936 cambió de nombre de Dansk Rekyl Riffel Syndikat A/S a Dansk Industri Syndikat A/S)  de acuerdo a los derechos de patente otorgados por Julius Alexander Rasmussen, sin embargo, a veces se la conoce como ametralladora Schouboe; esto viene de la creencia de que Jens Theodor Suhr Schouboe, el director ingeniero de la compañía fue el inventor real del arma. Investigaciones sobre este desconcertante tema agregan incluso más complicaciones. Si bien es cierto que Schouboe el 14 de febrero de 1902 patentó los principios básicos de funcionamiento del mecanismo, también es un hecho que el 15 de junio de 1899, Julius Alexander Rasmussen, el director de la Real Fábrica de Armas de Copenhague solicitó y publicó posteriormente una patente con idénticas características reclamadas por Schouboe tres años más tarde. Además, para confundir más la cuestión Rasmussen asignó sus derechos de patente a la Compagnie Madsen A/S, que fue la primera en producir el arma como se ha dicho al principio.

## Detalles de diseño

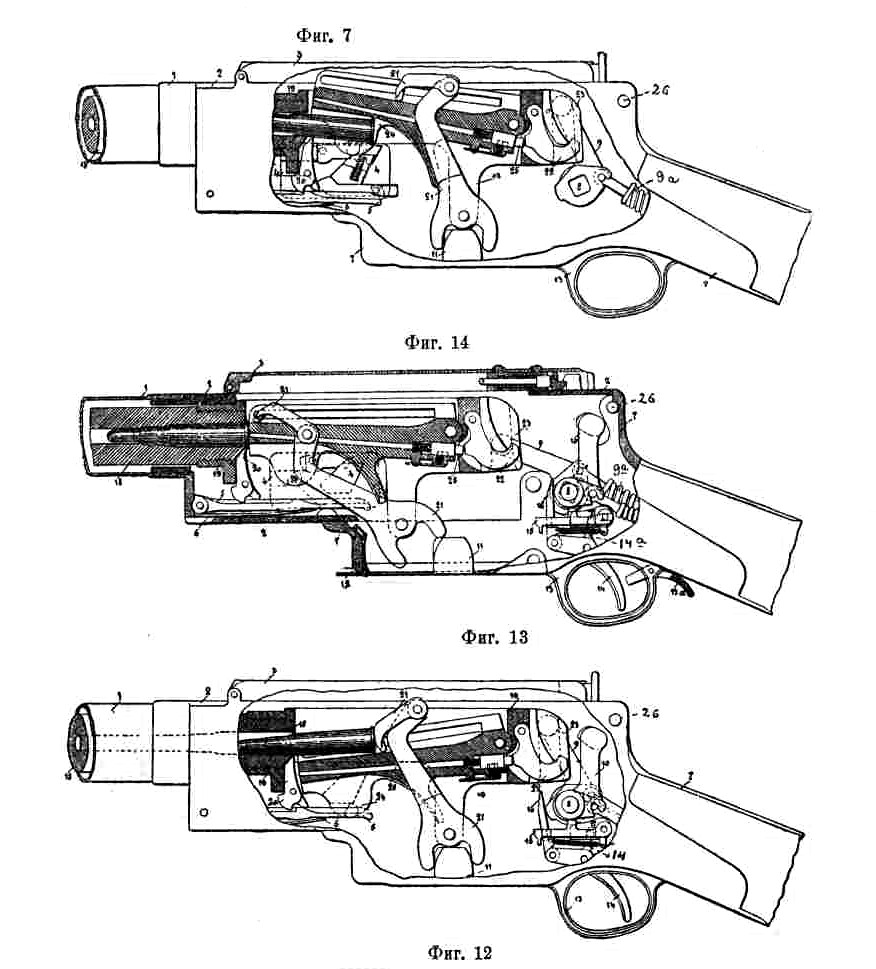
Ciclo operativo de la Madsen.

La Madsen tiene un funcionamiento bastante inusual y sofisticado, que no ha sido empleado en ninguna otra arma similar. Esta ametralladora emplea la combinación de recarga por retroceso y un cerrojo abisagrado cuyo diseño se basó en el cerrojo levadizo del fusil de palanca Peabody Martini. La recarga por retroceso es en parte corta y en parte larga. Tras disparar un cartucho, el retroceso inicial empuja el cañón, su recámara y el cerrojo hacia atrás. Un saliente situado en el lado derecho del cerrojo se mueve hacia atrás en las estrías de una placa montada en el lado derecho del cajón de mecanismos. Tras recorrer 12,7 mm, el cerrojo queda abierto hacia arriba (la parte «corta» del retroceso). El cañón y la recámara siguen retrocediendo una distancia que sobrepasa ligeramente el tamaño del cartucho (la parte «larga» del retroceso, responsable por la baja cadencia de fuego).
Tras quedar abierta la recámara, un curioso extractor-eyector de palanca montado bajo el cañón pivota hacia atrás, extrae el casquillo y lo eyecta a través de una abertura en el fondo del cajón de mecanismos. La placa-guía fuerza al cerrojo a pivotar hacia abajo, alineando el entalle alimentador del lado izquierdo del cerrojo con la recámara. Cuando el cerrojo y el cañón empiezan a regresar a su posición original, una palanca-baqueta montada en la recámara pivota hacia adelante e introduce un nuevo cartucho.

## Historial de servicio

### Antes y durante la Primera Guerra Mundial
Fue empleada extensivamente por el Ejército Imperial Ruso, que compró 1.250 ametralladoras en calibre 7,62 mm y las utilizó durante la guerra ruso-japonesa. La Flota Aérea Militar Imperial armó sus cazas monoplanos Morane-Saulnier G y Morane-Saulnier L con ametralladoras Madsen, montadas para disparar por encima del arco de la hélice. También fue utilizada durante la Primera Guerra Mundial por el Ejército Imperial alemán (que la suministró a compañías de infantería, tropas de montaña y de asalto), calibrada para usar munición calibre 7,92 mm. La Madsen era considerada un arma con un alto costo de producción, pero de reconocida fiabilidad. 
Fue vendida a 34 países en una docena de calibres diferentes antes y durante la Primera Guerra Mundial, siendo empleada en China durante la época de los caudillos.
Entre las fuerzas de combate armadas con la Madsen después de la Primera Guerra Mundial figuró la Legión Checoslovaca, que luchaba contra los bolcheviques en Siberia.

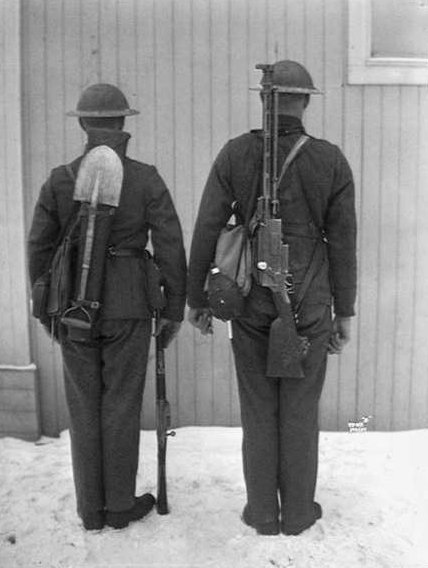
Soldados noruegos en 1928, uno de ellos lleva una ametralladora Madsen

### Periodo de entreguerras

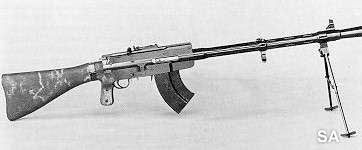
Lathi-Saloranta L/S-26

Cuando Finlandia se independizó en 1918, algunas Madsen rusas quedaron en dicho país y en la década de 1920 se compraron algunas más en Dinamarca siendo designada como Pikakivääri M/20 (ametralladora ligera Mod. 20). En 1926 se diseñó una ametralladora ligera autóctona (la Lahti-Saloranta M/26); las Madsen fueron dadas de baja y vendidas a Estonia. Al igual que muchas otras armas compradas por este país, acabaron en manos del Ejército de la República Española durante la guerra civil española.
Paraguay compró ametralladoras Madsen durante la década de 1920 y comienzos de la década de 1930, mientras se preparaba para hacer frente a un posible conflicto con Bolivia a causa de las reclamaciones territoriales sobre la región del Gran Chaco y las empleó en la guerra del Chaco (1932-1935), usando unas 400 ametralladoras al inicio del conflicto y a las que se les añadieron varias más que fueron compradas durante este. Bolivia también empleó estas ametralladoras del mismo calibre que las paraguayas durante la guerra. El destacamento del Ejército Argentino que mantenía la neutralidad a lo largo de la frontera con Bolivia y Paraguay durante la guerra del Chaco empleó la Madsen en combate al menos en una ocasión, durante un enfrentamiento contra miembros de la tribu maká liderados por desertores, que habían saqueado una granja y matado a algunos de sus habitantes en 1933.
Cuando Brasil compró unas 23 tanquetas CV-35 a Italia a fines de la década de 1930, la mayoría de los vehículos estaban armados con una montura doble con ametralladoras Madsen de 13 mm.
Las Fuerzas de Defensa Irlandesas tuvieron un total de 24 ametralladoras Madsen calibre 7,70 mm. Estas fueron montadas en los tanques ligeros Landsverk L60, el vehículo blindado Peerless (20 mm), Landsverk L180 y Dodge. Las ametralladoras Madsen que aún estaban en servicio fueron reemplazadas en la década de 1950 por ametralladoras Browning M1919.

### Segunda Guerra Mundial

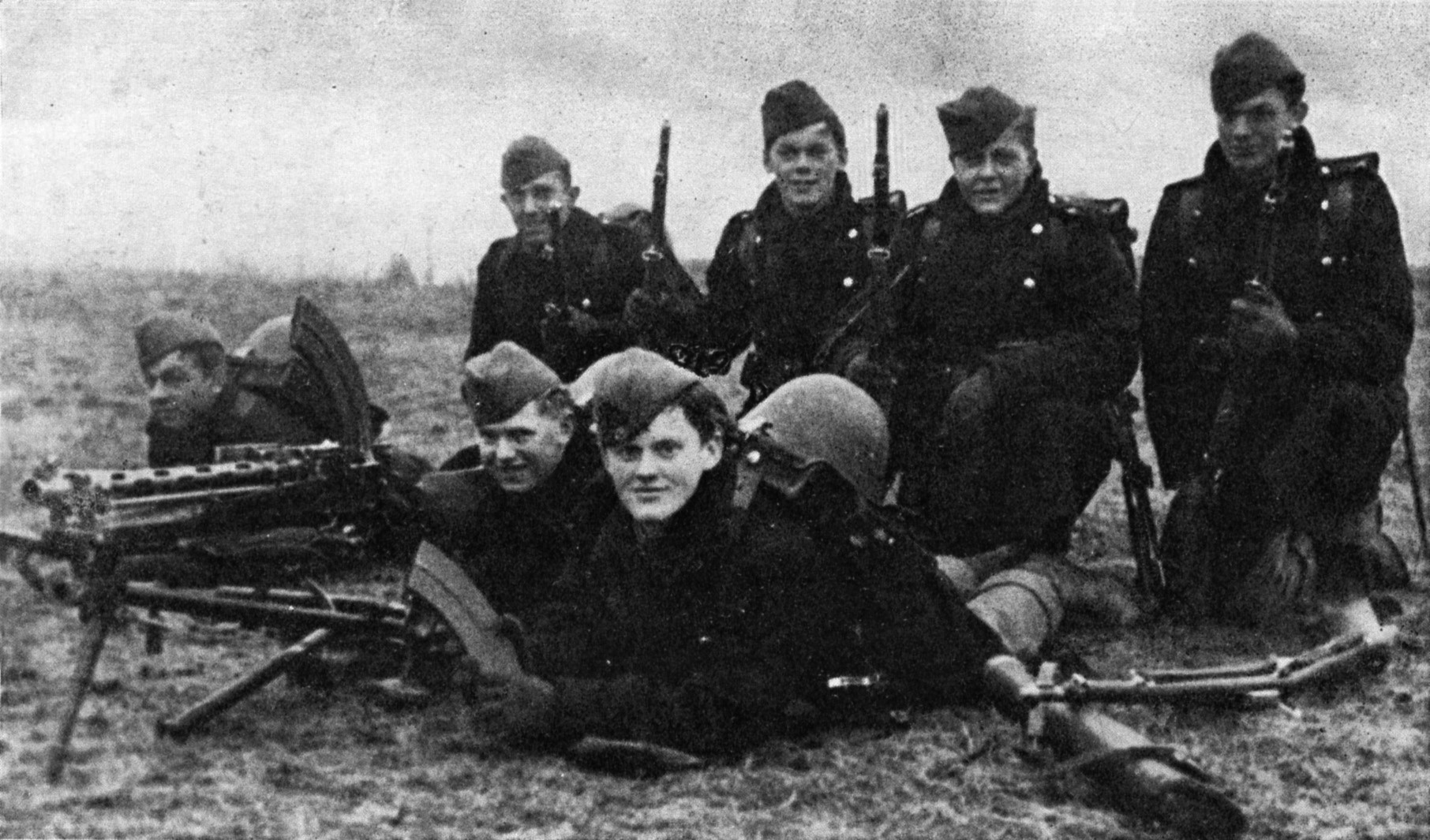
Escuadra del ejército danés con una ametralladora Madsen en la mañana de la invasión alemana, 9 de abril de 1940

La ametralladora Madsen aún era empleada en abril-junio de 1940 por el ejército noruego como su ametralladora ligera estándar durante la Campaña de Noruega, en donde se usaron 3 500 M/22 calibre 6,5 mm para la defensa de Noruega. Cada batallón de infantería noruego tenía asignadas 36 ametralladoras Madsen, así como 9 ametralladoras pesadas M/29. La ametralladora Madsen no era muy apreciada por los soldados noruegos debido a su tendencia a encasquillarse tras unos cuantos disparos, lo que le hizo ganarse el alias de Jomfru Madsen (La virgen Madsen, en noruego). Las Madsen capturadas por los alemanes tras la campaña noruega fueron distribuidas a unidades de segunda línea, mientras que el ejército danés no retiró las últimas Madsen del servicio activo hasta 1955. Era el arma estándar (en calibre 6,5 mm) del Koninklijk Nederlands Indisch Leger (KNIL), (Real Ejército de Indias Orientales Neerlandesas ) durante el periodo de entreguerra y, algunas de ellas fueron capturadas y empleadas por el Ejército Imperial Japonés tras la caída de las Indias Orientales Neerlandesas.

### Guerra colonial portuguesa
Durante la guerra colonial portuguesa de los 60 y 70, el ejército portugués empleó ametralladoras Madsen instaladas como armamento temporal en los automóviles blindados Auto-Metralhadora-Daimler 4 x 4 Mod.F/64, que eran Daimler Dingo modificados con la adición de una torreta.

### Fuerzas Especiales de la policía brasileña
La Madsen (en calibre 7,62 mm) continúa siendo empleada por el BOPE, unidad especial de la Policía Militar del estado de Río de Janeiro en Brasil.  Aunque algunas de las ametralladoras brasileñas fueron capturadas a traficantes de droga y repuestas en servicio (la mayoría de armas antiguas provienen del Ejército Argentino o fueron robadas de museos), la mayoría de ametralladoras Madsen empleadas por la policía fueron donadas por el Ejército brasileño. Estas ametralladoras originalmente disparaban munición .30-06 Springfield, siendo modificadas para poder emplear el 7,62 x 51 OTAN. Fuentes oficiales afirman que el ejército brasileño retiró la ametralladora Madsen en 1996. A partir del 2008, las ametralladoras Madsen de la policía militar brasileña fueron reemplazadas por armas más modernas y con mayor cadencia de fuego. En abril de 2008, las últimas ametralladoras Madsen fueron finalmente retiradas del servicio activo. Sin embargo, fotografías tomadas durante enfrentamientos entre la policía brasilera y delincuentes en septiembre de 2017 muestran a un oficial de policía disparando una Madsen.

## Usuarios
- Alemania
- Perú
- Alemania nazi
- Argentina
- Bolivia[4]
- Brasil[20]
- Bulgaria[21]
- Checoslovaquia[7]
- Chile[15]
- Colombia[22]
- Dinamarca
- El Salvador[3]
- Estonia
- Finlandia[23]
- Francia[21]
- Hungría[24]
- Irlanda[1]
- Japón
- Lituania[21]
- Noruega[11]
- Países Bajos
- Paraguay[20]
- Portugal[14]
- República de China
- Rusia[5]
- Suecia
- Tailandia
- Yugoslavia[21]